# Amen.
Amen. és una pel·lícula de drama bèl·lic i històric de 2002 dirigida i coescrita per Costa-Gavras. Basada en l'obra de teatre Der Stellvertreter de Rolf Hochhuth, la pel·lícula examina la relació política i diplomàtica entre la Santa Seu i l'Alemanya nazi durant la Segona Guerra Mundial. És protagonitzada per Ulrich Tukur, Mathieu Kassovitz, Sebastian Koch, Ulrich Mühe, Ion Caramitru i Marcel Iureş. Es va estrenar al 52è Festival Internacional de Cinema de Berlín, on va ser nominada a l'Os d'Or. També va ser nominada a set premis César, entre ells el de millor pel·lícula i millor direcció, i va guanyar el premi al millor guió adaptat (Costa-Gavras i Jean-Claude Grumberg).
La pel·lícula està basada en l'obra de teatre de 1963 de Rolf Hochhuth Der Stellvertreter, que va ser àmpliament criticada pels cercles catòlics i jueus per la seva representació del papa Pius XII. La versió en llengua alemanya de la pel·lícula es va estrenar sota el títol original de l'obra. Atès que la Santa Seu no en va permetre el rodatge a la Ciutat del Vaticà, les escenes dels palaus papals van ser rodades al Palau del Parlament de Bucarest.

## Argument
Durant la Segona Guerra Mundial, Kurt Gerstein, un oficial de les Waffen-SS dissenya programes per a la purificació de l'aigua i el control biològic de plagues. Es sorprèn en conèixer que el procés que ha desenvolupat per a erradicar el tifus, mitjançant l'ús d'una barreja de cianur d'hidrogen anomenada Zyklon B, s'està utilitzant per matar jueus i altres «indesitjables» als camps d'extermini. Gerstein intenta informar al papa Pius XII sobre la qüestió, però es troba consternat per la manca de resposta que rep de la jerarquia catòlica. L'únic interessat és Riccardo Fontana, un jove sacerdot jesuïta. Fontana i Gerstein intenten conscienciar sobre el que està passant amb els jueus a Europa, però fins i tot després que Fontana apel·li al mateix Papa, el Vaticà només fa una tímida i vaga condemna d'Adolf Hitler i el Tercer Reich
Posteriorment, Gerstein viatja a Roma per a entrevistar-se amb el mateix Papa, però no li ho permeten. Quan arriba, els nazis prenen el control de Roma i comencen a reunir els jueus italians per a ser enviats als camps d'extermini. Fontana demana al Papa que obligui els alemanys a aturar la deportació presentant-se en persona a l'estació de tren, però el Papa s'hi nega, al·legant que fer-ho causaria problemes als cristians que viuen sota el Tercer Reich. Amb desengany i pena, Fontana es posa la insígnia groga de l'Estrella de David i es presenta per a ser carregat al tren dels jueus deportats als camps d'extermini. Quan hi arriba, Fontana és interrogat pel cap del camp, un conegut de Gerstein a qui anomenen simplement com «el Doctor», que tot i saber que la guerra està perduda i que Fontana és un sacerdot catòlic, permet que Fontana treballi al crematori, fins que finalment ordena gasejar-lo.
Gerstein intenta salvar Fontana sense èxit. El Doctor escorta Gerstein fora del camp mentre Fontana i els jueus restants continuen essent assassinats. Mentre els soldats alemanys desenterren i cremen els cossos dels jueus assassinats anteriorment en una fossa comuna, el Doctor li pregunta a Gerstein si coneix cap contacte per ajudar-lo a sortir d'Alemanya. Gerstein torna a casa i aplega totes les proves que documenten les atrocitats nazis i les porta als aliats. Tot i acceptar les seves proves roman detingut i després de llegir-li els càrrecs que se li imputen el troben penjat a la seva cel·la. Després es veu al Doctor parlant amb un cardenal a Roma demanant ajuda per a sortir del país dient «Soc metge, només un metge», i el cardenal accepta ajudar-lo a arribar a l'Argentina.